# Trecho
Nas artes um trecho é um excerto ou fragmento de uma obra que poderá ser de índole musical, literário, cinematográfico ou de qualquer outra forma artística.
Normalmente os trechos são utilizados com o intuito de realçar uma certa passagem, divulgar ou publicitar e criticar  uma certa determinada obra.
Na Literatura um trecho de um outro autor ou obra é sempre assinalado entre aspas. trecho, um conjunto de palavras retiradas de um texto.